# هلاگس
هلاگس (به سوئدی: Helags) یا مایوئلکیه (به سامی: Maajåelkie) واقع در رشته‌کوه اسکاندیناوی با ارتفاع ۱۷۹۶ متر، بلندترین کوه و نقطه کشور سوئد در جنوب مدار شمالگان است و در سرزمین هریدالن قرار گرفته‌است.

## یخچال
در بخش شرقی کوه یک یخچال به طول ۶۰۰ متر وجود دارد. تخمین زده می‌شود که عمیق‌ترین قسمت این یخچال از ۵۰ متر یخ و برف تشکیل شده‌است. صخره‌های اطراف این یخچال مانع رسیدن نور آفتاب و آب شدن یخچال در فصل تابستان می‌شود.

## اولین صعود
اولین صعود ثبت‌شده به هلاگس در سال ۱۸۶۸ میلادی توسط ا. اردمان و دو نفر از اهالی محلی شهر یونگدالن که در ۲۰ کیلومتری جنوب شرقی کوه واقع است انجام شد.

## گردشگری
در کوهپایهٔ هلاگس، کابین انجمن گردشگری سوئد با امکانات رستوران، فروشگاه، سونا و حمام وجود دارد. این کابین به شبکه جاده‌ای سوئد وصل نیست و تنها به وسیله پای پیاده و هلیکوپتر قابل دسترسی است.

## نگارخانه

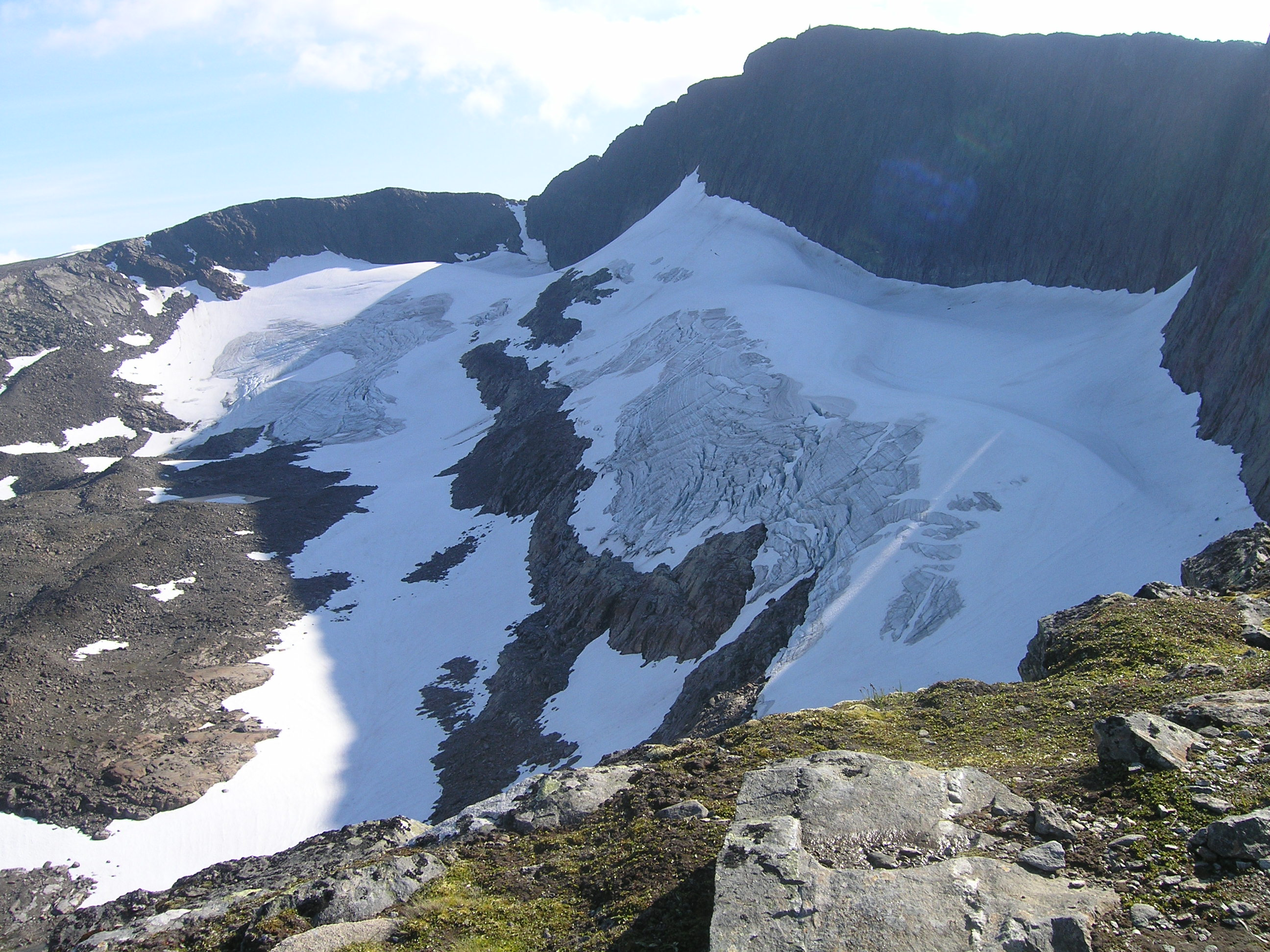
یخچال کوه در اوت ۲۰۰۹
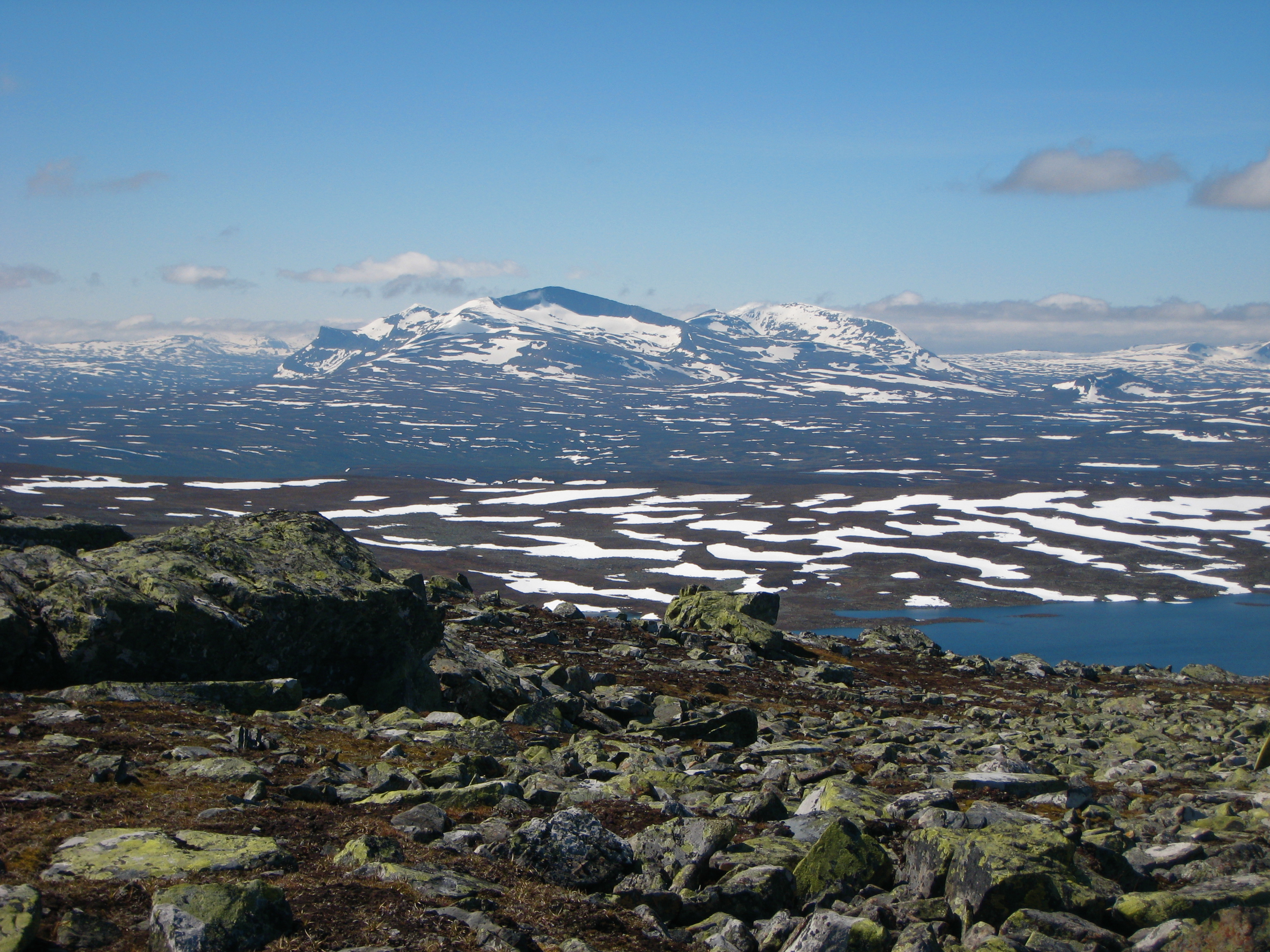
کوه هلاگس در میانه ژوئن ۲۰۰۹
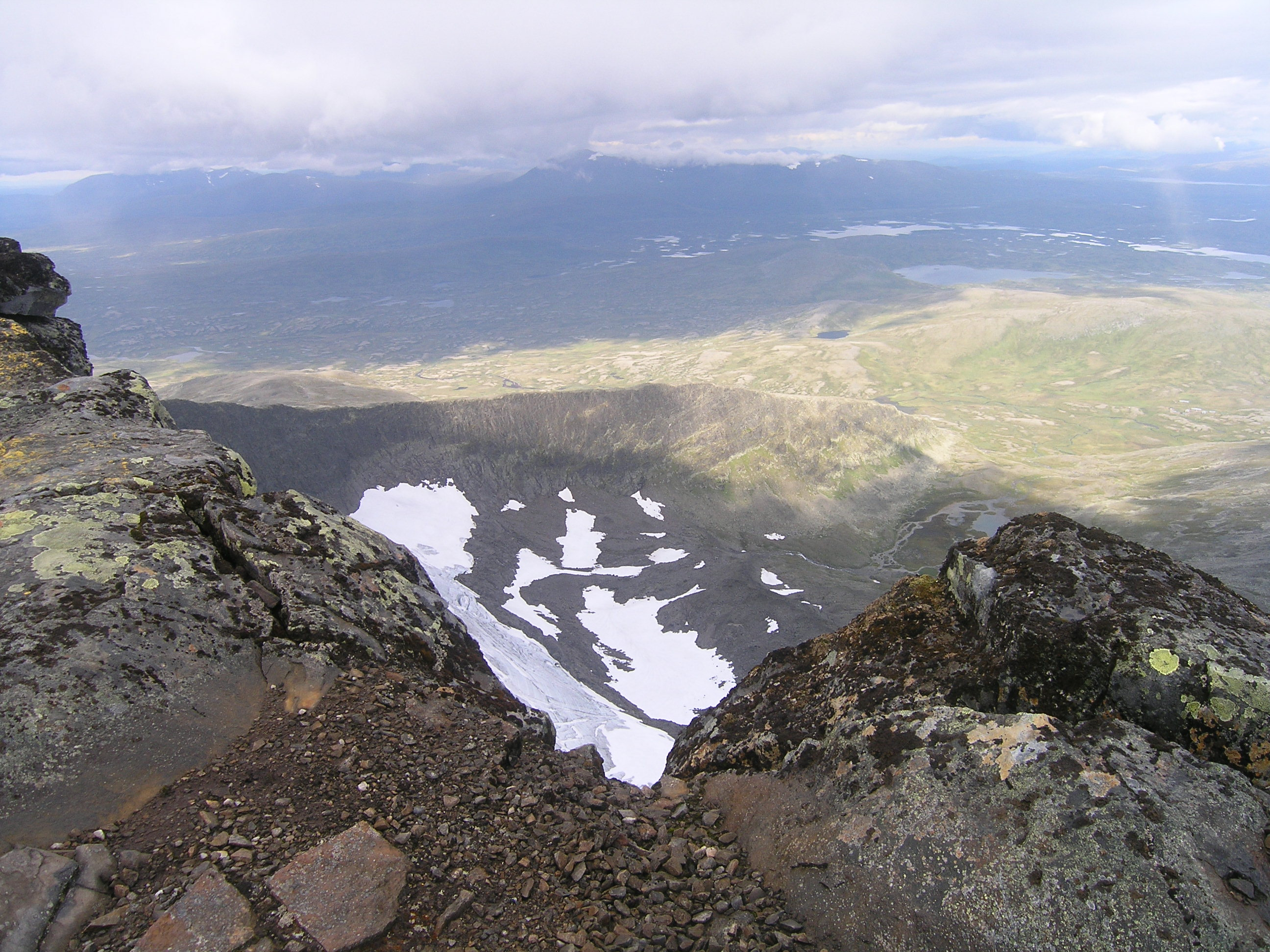
تصویر یخچال از فراز قله کوه
تصویر هوایی در سال ۱۹۶۰
هلاگس در مارس ۲۰۱۳